# Kanji
Los kanji (漢字 kanji?, literalmente «carácter Chino» o «letra han») son los sinogramas utilizados en la escritura del idioma japonés. Los kanji son uno de los tres sistemas de escritura japoneses junto con los silabarios hiragana y katakana, para los que existen reglas generales a la hora de combinarlos, pues cada uno tiene una función diferente.
Los kanji se usan en su mayoría para expresar conceptos, a diferencia del chino, donde pueden emplearse también en su carácter fonético. Asimismo, existen combinaciones de kanji que no obedecen a su significado original y que solo se toman por su valor fonético. A estas combinaciones se les denomina «ateji» (当て字). Como ejemplos tenemos «ofuro» (お風呂, bañera) y «sewa» (世話, cuidado, atención). En todo caso, dichas combinaciones fonéticas no son tan frecuentes como en el idioma chino.
A cada kanji le corresponde un significado y se usa como determinante de la raíz de la palabra; las derivaciones, conjugaciones y accidentes se expresan mediante el kana (sobre todo hiragana), que en dicho caso se denomina okurigana. De esta forma, conviven tanto el sistema de escritura autóctono (pero sacado de la misma escritura han) y el sistema importado (es decir, los kanji).
El japonés mantiene prácticamente inalterados los kanjis, al igual que Taiwán, Hong Kong y Macao, aunque hubo una simplificación en algunos kanjis complejos. El cambio no fue tan profundo como en China continental, donde fueron oficializadas las versiones simplificadas durante la Revolución Cultural de los años 1960 de alrededor de 2700 caracteres. Sin embargo, las simplificaciones responden en muchos casos a usos comunes en práctica durante siglos, o un retorno a versiones antiguas de los caracteres.

## Historia
Los caracteres chinos llegaron por primera vez a Japón en los sellos oficiales, cartas, espadas, monedas, espejos y otros artículos de decoración importados de China. El ejemplo más antiguo conocido de una importación tal era el sello de oro del rey de Na dado por el Emperador de Han Guangwu a un emisario Yamato en el 57 d. C. Monedas chinas desde el siglo I d. C. se han encontrado en el período Yayoi de sitios arqueológicos. Sin embargo, los japoneses de la época probablemente no tenían ninguna comprensión de la secuencia de instrucciones, y se mantendrían analfabetos hasta el siglo V d. C. Según el Nihon Shoki y Kojiki, un erudito semilegendario llamado Wani (王仁) fue enviado a Japón por el Reino de Baekje durante el reinado del emperador Ōjin a principios del siglo V, trayendo consigo el conocimiento del confucianismo y los caracteres chinos.

## Lectura
Un kanji puede tener diferentes pronunciaciones, o «lecturas», dependiendo del contexto, uso en combinación y su localización en la oración. Estas lecturas son categorizadas dependiendo de si provienen del chino original, on'yomi (音読み?) o si fueron adaptadas a la lengua nativa kun'yomi (訓読み?). La mayor parte de los kanjis poseen dos lecturas, una de kun'yomi y otra de on'yomi, con sus alteraciones fonéticas occidentales, pero algunos kanjis (muchos de ellos de uso diario) tienen diez o más posibles lecturas.
La manera en que se lee un kanji depende del contexto y de dos reglas generales (en las cuales hay muchas excepciones):
- Una palabra de un solo kanji o seguida de okurigana se lee como kun'yomi. Tal es el caso de los verbos; por ejemplo, 'ver' (見る miru?), tiene un okurigana que le da lectura japonesa. Como excepciones, destacan algunos verbos que, aun combinados con el hiragana suru o jiru, conservan su pronunciación on yomi: 'nacer' (生じる shoujiru?), 'necesitar' (要する yousuru?)
- Una sucesión de kanjis en una palabra suele dar una lectura on'yomi. Tomemos el mismo kanji del ejemplo anterior, 'ver' (見る miru?), que cuando se usa en combinación con otro, se puede leer 'ken', como en 'opinión' / 'punto de vista' (意見 iken?). Esta regla también tiene excepciones, palabras que aunque se representan con una combinación de kanjis, tienen una lectura kun'yomi. Por ejemplo, 'carta' (手紙 tegami?).

## Escritura
| Hueso oracular | Escritura de sello | Escritura clerical | Escritura semicursiva | Escritura cursiva | Escritura regular (Tradicional) | Escritura regular (simplificado) | Pinyin | Significado  |
|                |                    |                    |                       |                   |                                 |                                  | rì     | Sol          |
|                |                    |                    |                       |                   |                                 |                                  | yuè    | Luna         |
|                |                    |                    |                       |                   |                                 |                                  | shān   | Montaña      |
|                |                    |                    |                       |                   |                                 |                                  | shuǐ   | Agua         |
|                |                    |                    |                       |                   |                                 |                                  | yǚ     | Lluvia       |
|                |                    |                    |                       |                   |                                 |                                  | mù     | Madera       |
|                |                    |                    |                       |                   |                                 |                                  | hé     | Arroz        |
|                |                    |                    |                       |                   |                                 |                                  | rén    | Persona      |
|                |                    |                    |                       |                   |                                 |                                  | nǚ     | Mujer        |
|                |                    |                    |                       |                   |                                 |                                  | mǔ     | Madre        |
|                |                    |                    |                       |                   |                                 |                                  | mù     | Ojo          |
|                |                    |                    |                       |                   |                                 |                                  | niú    | Vaca         |
|                |                    |                    |                       |                   |                                 |                                  | yáng   | Cabra        |
|                |                    |                    |                       |                   |                                 |                                  | mǎ     | Caballo      |
|                |                    |                    |                       |                   |                                 |                                  | niǎo   | Pájaro       |
|                |                    |                    |                       |                   |                                 |                                  | guī    | Tortuga      |
|                |                    |                    |                       |                   |                                 |                                  | lóng   | Dragón chino |
|                |                    |                    |                       |                   |                                 |                                  | fèng   | Fénix chino  |

### Los kanjis oficiales
A principios del siglo XX tuvieron lugar debates sobre la conveniencia de reformas ortográficas, pero fueron bloqueadas por el poder en turno, y no fue sino después de la Segunda Guerra Mundial cuando dichas reformas pudieron llevarse a cabo.
En primer lugar se reformaron los dos silabarios ("kana", es decir, hiragana y katakana), para que su escritura fuera solo fonética, conforme a la pronunciación actual del japonés. El resultado es que toda frase japonesa puede escribirse fonéticamente usando únicamente uno de los dos silabarios, los que cada sílaba posee un solo sonido y cada sonido se representa por una sola sílaba. Únicamente hubo dos excepciones: Dos partículas monosilábicas (へ y は) que son elementos gramaticales japoneses. Dichas partículas, que normalmente se leen "he" y "ha" (con la pronunciación del inglés como en 'head' o 'halloween'), se pronuncian "e" y "wa" cuando actúan como elementos gramaticales (助詞 - joshi)
También hubo una reforma de los kanjis y de su empleo. En 1946 se creó una primera lista de kanjis de uso corriente, los llamados tōyō kanji (当用漢字?), que comprendía 1850 caracteres. Estos son los caracteres que se deben aprender en el sistema educativo y que se pueden usar en documentos oficiales; en otros documentos (periódicos, literatura, etc.) no hay restricciones. En 1948 se determina que 881 de ellos deben ser conocidos al salir de los seis primeros años escolares, al tiempo que se redujo el número de lecturas de muchos de ellos.
En 1949 se simplificó la forma de varios kanjis dando origen a los Shinjitai 新字体 (Literalmente: Nueva forma del carácter).
En 1951 la lista de los Tōyō kanji aumentó en 92 kanjis, pudiendo ser utilizados para nombres propios.
Sin embargo, el número de caracteres, 1942, es juzgado inadecuado por un gran número de japoneses, así como muchas de las elecciones que fueron hechas, pues muchos había incluidos caracteres de uso rarísimo, en tanto que no se encontraban algunos de uso cotidiano, como «almohada» o «año nuevo». Entre 1973 y 1980 se hicieron varias adiciones, y finalmente en 1981, el Ministerio de Educación publicó una nueva lista de kanjis «comunes» llamados jōyō kanji (常用漢字?) que contiene un total de 1.945 kanji.
En abril de 1990 salió una lista de los jinmeiyō kanji (人名漢字?   «kanjis para nombres propios»), una lista de 284 caracteres suplementarios aceptados por el juzgado civil para los nombres y apellidos.[cita requerida]
Los primeros 1006 kanjis que aprenden los japoneses a lo largo de los seis años de primaria y que son parte de la lista de los jōyō kanji, son los kyōiku kanji (教育漢字?   «kanjis para la educación»), y están divididos precisamente por el año de aprendizaje en la gakunenbetsu kanji haitōhyō (学年別漢字配当表?   «lista kanjis por niveles escolares»).
Fuera de la lista oficial de los kanjis de uso común, existen otros muchos empleados en campos especializados (medicina, ingeniería, filosofía...) o bien para los nombres y apellidos de las personas y lugares. Un buen diccionario de kanjis tiene en repertorio más de 4000. El estándar JISX0208 actualizado en 1990 define un conjunto de caracteres informáticos de 6879 caracteres, de los cuales 6335 están repartidos en dos bloques. El primero incluye 2965 kanjis, ordenados por el orden de aparición más frecuente; un segundo bloque incluye 3390 kanjis ordenados por radical y por número de trazos. Ese mismo año salió el estándar JISX0212, que definía un conjunto de caracteres suplementarios para usar junto con el precedente y que comprende 6067 caracteres suplementarios, de los cuales 5081 son kanjis.
Cabe mencionar que actualmente una computadora con un soporte de japonés instalado tiene a disposición no menos de 11.436 kanji diferentes. Estos pueden ser convertidos automáticamente del hiragana, o buscarse ya sea por el número total de trazos que los componen, o bien por un radical más el número de trazos adicionales.

## Aprendizaje
El conocimiento de un gran número de kanjis es un símbolo cultural y de erudición; los profesores de literatura llegan a conocer hasta diez mil kanjis. En las publicaciones oficiales, los kanjis no oficiales deben ir acompañados de una guía de lectura, que son pequeños caracteres en hiragana o katakana, ya sea en la parte superior en el caso de la escritura de tipo occidental o en el costado derecho en la escritura oriental. Esta práctica se conoce como furigana.
El estudio de los kanjis requiere esfuerzo y práctica constante, pues para cada kanji hay que memorizar:
- Los trazos: Para cada kanji, el orden y la manera de realizar los trazos es importante, así como saber el número de trazos e identificar el radical del kanji. Esto es de ayuda cuando se utiliza un diccionario de caracteres chinos (漢和辞典 kanwa jiten?).
- Las lecturas o pronunciaciones: Ya se ha mencionado que existen dos tipos de lectura, on-yomi y kun-yomi, lo cual no implica que solo se trate de dos lecturas, ya que pueden existir varias más. Hay incluso casos en los que existen más de 20 lecturas diferentes.
- El significado: Este punto es muy importante, puesto que cuando escribimos una palabra japonesa, el sentido de la misma implica el uso de un determinado kanji (o grupo de kanjis) para expresar esa idea. Por ejemplo, para la sílaba sha existen varias opciones, entre ellas: 者, 社, y 車. Sin embargo, solo una de éstas es correcta en cada una las siguientes palabras: isha (doctor), kaisha (empresa) y jitensha (bicicleta).

Solo tras haber estudiado o bien buscado en el diccionario, sabremos que la manera correcta de escribir estas tres palabras es
Empresa (会社 kai sha?)
Bicicleta (自転車 ji ten sha?)
Doctor (医者 i sha?)
En efecto, aunque las tres palabras contienen la sílaba sha, que fonéticamente es idéntica, en el momento de escribirla y sabiendo el significado de la palabra es posible determinar el uso del kanji adecuado.
Asimismo, el número relativamente limitado de sílabas en el sistema fonético japonés hace que este sea un idioma rico en homófonos, palabras cuya pronunciación es la misma pero con diferente significado. En una conversación, dicho significado se deduce del contexto, pero al leer, los kanjis son aún más útiles para discernir el verdadero significado. Por ejemplo, せいこう (seikou), que puede significar éxito (成功), siderurgia (製鋼) o acto sexual (性交), entre otros, dependiendo del kanji que se utilice.

## Ateji
Se denomina ateji (当て字 o 宛字?) a la práctica de asociar un kanji a palabras que no tienen caracteres asociados, utilizando los ideogramas fonéticamente, es decir, tomando su sonido, sin ninguna relación semántica.
Existen varios vocablos del japonés que usan ateji, tales como takusan (沢山?) (significa "mucho" – los kanjis significan pantano y montaña), baka (馬鹿?) (significado: "tonto" – kanjis: caballo y ciervo) o tonikaku (兎に角?) ("de todos modos" – kanjis: conejo y ángulo). Otro ejemplo es la palabra watanuki (四月一日?), que normalmente se pronunciaría shigatsu tsuitachi («primer día de abril»), pero en este caso se lee como el otro vocablo watanuki (綿抜き?  tdl. ‘«kimono sin acolchado»’), ya que el primer día de abril es la fecha tradicional para cambiar la ropa de invierno por la de verano.
Se emplea igualmente representar con kanji palabras extranjeras, en palabras como café (珈琲 kōhī?), club (倶楽部 kurabu?), catálogo (型録 katarogu?), tabaco (煙草 tabako?). Sin embargo, es más común usar el silabario katakana para este tipo de palabras.
Diversos países también tienen asociados a su nombre ateji que asemejan su pronunciación (si bien dicha pronunciación es la que corresponde al idioma inglés y no necesariamente a la del idioma que se habla en dicho país), aunque lo común en japonés es que, con la excepción de China y las Coreas, todos los nombres de países extranjeros sean escritos en el silabario katakana. Por ejemplo, Argentina (亜爾然丁 Aruzenchin?), Italia (伊太利亜 Itaria?), México (墨西哥 Mekishiko?), Perú (秘露 Perū?) o España (西班牙 Supein?). Asimismo es una práctica común el uso del kanji inicial como abreviatura de países. Así es que, por ejemplo, en una lista de películas que están siendo proyectadas, probablemente se indique el país de origen de la película mediante el primer kanji del ateji: 独 para Alemania (独逸 Doitsu?), 仏 para Francia (仏蘭西 Furansu?), 英 para el Reino Unido (英国 Eikoku?), etc.
Sin embargo, es importante remarcar que, exceptuando textos en extremo formales, lo más corriente es utilizar katakana para escribir nombres de países.

## Uso de loskanjisen Occidente
Aparte de la escritura de idiomas del este asiático, los kanjis tienen poco o nulo uso en lugares donde domina el alfabeto latino. Popularmente, y por la complejidad de sus trazos y lo críptico que pueden llegar a ser, se emplean como ornamentos, los cuales incluso alcanzan la cultura del tatuaje. Con base en la estética de los caracteres, también se han utilizado como proyectos de diseño en las escuelas de la materia.